# Věk na lásku
Věk na lásku (v italském originále Manuale d'amore 3) je italská filmová komedie z roku 2011. Režisérem filmu je Giovanni Veronesi. Hlavní role ve filmu ztvárnili Carlo Verdone, Robert De Niro, Monica Bellucciová, Riccardo Scamarcio a Michele Placido.

## Obsazení
| Carlo Verdone         | Fabio   |
| Robert De Niro        | Adrian  |
| Monica Bellucciová    | Viola   |
| Riccardo Scamarcio    | Roberto |
| Michele Placido       | Augusto |
| Valeria Solarino      | Sara    |
| Laura Chiatti         | Micol   |
| Donatella Finocchiaro | Eliana  |